# Altenkirchen
Altenkirchen là một đô thị ở bang Rheinland-Pfalz, Đức, thủ phủ của huyện Altenkirchen. Đô thị này có cự ly khoảng 40 km về phía đông của Bonn and 40 km về phía bắc của Koblenz. Altenkirchen là thủ phủ của Verbandsgemeinde ("đô thị tập thể") Altenkirchen.